# لوكا (مفهوم)

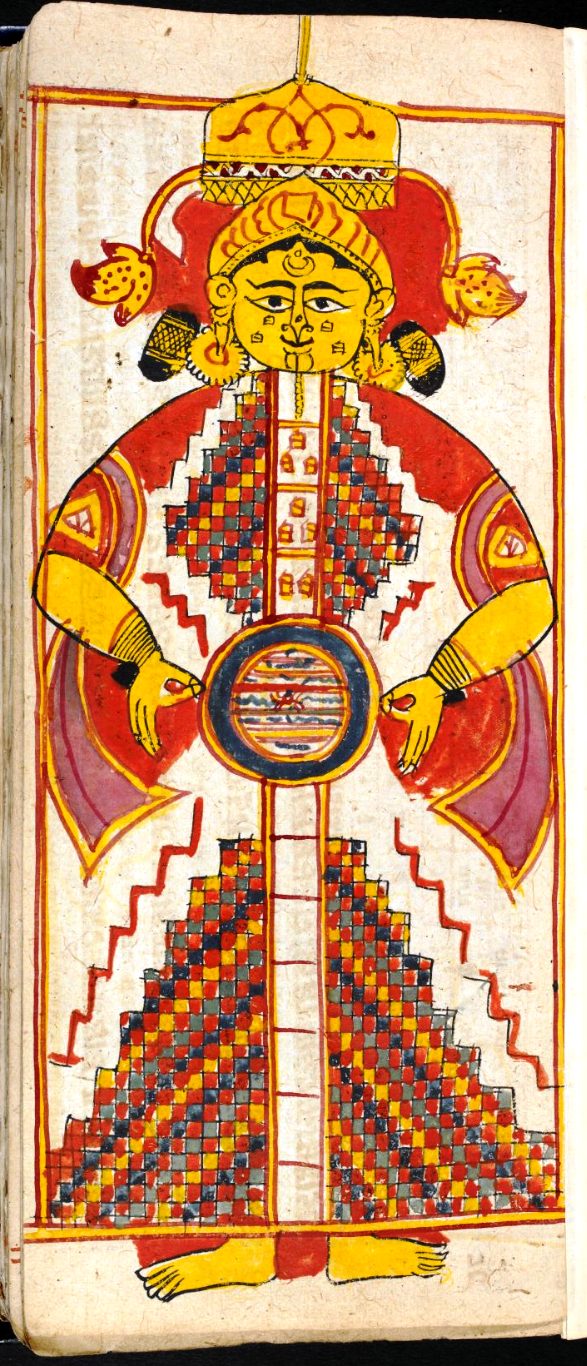
راجالوكا (سيد اللوكا)، لوحة من القرن 17

لوكا ((بالسنسكريتية: लोक)‏، حرفيًا "كوكب")، هو مفهوم في الهندوسية والديانات الهندية الأخرى، والذي يمكن أن يُترجم إلى: كوكب، أو الكون، أو مستوى، أو عالم من عوالم الوجود. وفي بعض الفلسفات، يمكن أيضًا تفسيره على أنه حالة ذهنية يمكن للمرء أن يختبرها. والمفهوم الأساسي في العديد من الديانات الهندية هو فكرة أنَّ اللوكات (جمع لوكا) المختلفة هي موطن لكائنات إلهية مختلفة، ويولد المرء في مثل هذه العوالم بناءً على كارمته (أعماله).